# Homilia grandis
Homilia grandis är en nattsländeart som beskrevs av Martin E. Mosely 1932.
Homilia grandis ingår i släktet Homilia och familjen långhornssländor. Inga underarter finns listade i Catalogue of Life.